# Lista odcinków serialu IZombie
Poniżej znajduje się lista odcinków serialu telewizyjnego IZombie emitowanego przez amerykańską stację telewizyjną The CW od 17 marca 2015 roku do 1 sierpnia 2019 roku. Powstało 5 serii, które łącznie składają się z 71 odcinków.
| Sezon | Sezon | Odcinki | Oryginalna emisja The CW | Oryginalna emisja The CW | Oryginalna emisja Netflix | Oryginalna emisja Netflix | Oryginalna emisja Netflix |
| Sezon | Sezon | Odcinki | Premiera sezonu          | Finał sezonu             | Premiera sezonu           | Finał sezonu              |                           |
| ----- | ----- | ------- | ------------------------ | ------------------------ | ------------------------- | ------------------------- | ------------------------- |
|       | 1     | 13      | 17 marca 2015            | 9 czerwca 2015           | 1 maja 2016               | 1 maja 2016               |                           |
|       | 2     | 19      | 6 października 2015      | 12 kwietnia 2016         | 1 maja 2016               | 1 maja 2016               |                           |
|       | 3     | 13      | 4 kwietnia 2017          | 27 czerwca 2017          | brak danych               | brak danych               |                           |
|       | 4     | 13      | 26 lutego 2018           | 28 maja 2018             | brak danych               | brak danych               |                           |
|       | 5     | 13      | 2 maja 2019              | 1 sierpnia 2019          | brak danych               | brak danych               |                           |

## Sezon 1 (2015)
| Nr | #  | Tytuł                                    | Reżyseria      | Scenariusz                            | Premiera         |
| -- | -- | ---------------------------------------- | -------------- | ------------------------------------- | ---------------- |
| 1  | 1  | Pilot                                    | Rob Thomas     | Rob Thomas, Diane Ruggiero-Wright     | 17 marca 2015    |
| 2  | 2  | Brother, Can You Spare a Brain?          | John Kretchmer | Diane Ruggiero-Wright                 | 24 marca 2015    |
| 3  | 3  | The Exterminator                         | Michael Fields | Rob Thomas, Graham Norris, Lee Arcuri | 31 marca 2015    |
| 4  | 4  | Liv and Let Clive                        | John Kretchmer | Kit Boss                              | 7 kwietnia 2015  |
| 5  | 5  | Flight of the Living Dead                | David Warren   | Deirdre Mangan                        | 14 kwietnia 2015 |
| 6  | 6  | Virtual Reality Bites                    | Dermott Downs  | Gloria Calderon Kellett               | 21 kwietnia 2015 |
| 7  | 7  | Maternity Liv                            | Patrick Norris | Bob Dearden                           | 28 kwietnia 2015 |
| 8  | 8  | Dead Air                                 | Zetna Fuentes  | Aiyana White                          | 5 maja 2015      |
| 9  | 9  | Patriot Brains                           | Guy Bee        | Robert Forman                         | 12 maja 2015     |
| 10 | 10 | Mr. Berserk                              | Jason Bloom    | Deirdre Mangan, Graham Norris         | 19 maja 2015     |
| 11 | 11 | Astroburger                              | Michael Fields | Kit Boss                              | 26 maja 2015     |
| 12 | 12 | Dead Rat, Live Rat, Brown Rat, White Rat | Mairzee Almas  | Diane Ruggiero-Wright                 | 2 czerwca 2015   |
| 13 | 13 | Blaine's World                           | Michael Fields | Rob Thomas                            | 9 czerwca 2015   |

## Sezon 2 (2015-2016)
| Nr | #  | Tytuł                                    | Reżyseria      | Scenariusz                        | Premiera             |
| -- | -- | ---------------------------------------- | -------------- | --------------------------------- | -------------------- |
| 14 | 1  | Grumpy Old Liv                           | Michael Fields | Rob Thomas                        | 6 października 2015  |
| 15 | 2  | Zombie Bro                               | John Kretchmer | Diane Ruggiero-Wright             | 13 października 2015 |
| 16 | 3  | Real Dead Housewife of Seattle           | Kit Boss       | Jason Bloom                       | 20 października 2015 |
| 17 | 4  | Even Cowgirls Get the Black and Blues    | Matt Barber    | Deirdre Mangan                    | 27 października 2015 |
| 18 | 5  | Love & Basketballn                       | Michael Fields | Bob Dearden                       | 3 listopada 2015     |
| 19 | 6  | Max Wager                                | John Kretchmer | Graham Norris                     | 10 listopada 2015    |
| 20 | 7  | Abra Cadaver                             | Viet Nguyen    | Justin Halpern,Patrick Schumacker | 17 listopada 2015    |
| 21 | 8  | The Hurt Stalker                         | Michael Wale   | Sara Saedi                        | 1 grudnia 2015       |
| 22 | 9  | Cape Town                                | Mairzee Almas  | Diane Ruggiero-Wright             | 8 grudnia 2015       |
| 23 | 10 | Method Head                              | Mark Piznarski | Kit Boss                          | 12 stycznia 2016     |
| 24 | 11 | Fifty Shades of Grey Matter              | Mairzee Almas  | Deirdre Mangan                    | 2 lutego 2016        |
| 25 | 12 | Physician, Heal Thy Selfie               | Zetna Fuentes  | Bisanne Masoud, Talia Gonzalez    | 9 lutego 2016        |
| 26 | 13 | The Whopper                              | Michael Fields | Rob Thomas                        | 16 lutego 2016       |
| 27 | 14 | Eternal Sunshine of the Caffeinated Mind | Jason Bloom    | Kit Boss                          | 23 lutego 2016       |
| 28 | 15 | He Blinded Me with Science               | Dan Etheridge  | John Enborn                       | 22 marca 2016        |
| 29 | 16 | Pour Some Sugar, Zombie                  | Mairzee Almas  | Diane Ruggerio-Wright             | 29 marca 2016        |
| 30 | 17 | Reflections of the Way Liv Used to Be    | Michael Fields | Bob Dearden                       | 5 kwietnia 2016      |
| 31 | 18 | Dead Beat                                | John Kretchmer | John Enbom                        | 12 kwietnia 2016     |
| 32 | 19 | Salivation Army                          | Michael Fields | Bob Dearden                       | 12 kwietnia 2016     |

## Sezon 3 (2017)
| Nr | #  | Tytuł                                 | Reżyseria      | Scenariusz                        | Premiera         |
| -- | -- | ------------------------------------- | -------------- | --------------------------------- | ---------------- |
| 33 | 1  | Heaven Just Got a Little Bit Smoother | Dan Etheridge  | Rob Thomas                        | 4 kwietnia 2017  |
| 34 | 2  | Zombie Knows Best                     | Jason Bloom    | Diane Ruggiero-Wright             | 11 kwietnia 2017 |
| 35 | 3  | Eat, Pray, Liv                        | Mairzee Almas  | Graham Norris                     | 18 kwietnia 2017 |
| 36 | 4  | Wag the Tongue Slowly                 | Viet Nguyen    | Kit Boss                          | 25 kwietnia 2017 |
| 37 | 5  | Spanking the Zombie                   | Tessa Blake    | Sara Saedi                        | 2 maja 2017      |
| 38 | 6  | Some Like it Hot Mess                 | Rico Colantoni | John Enbom                        | 9 maja 2017      |
| 39 | 7  | Dirt Nap Time                         | Michael Fields | Deirdre Mangan                    | 16 maja 2017     |
| 40 | 8  | Eat a Knievel                         | Michael Wale   | John Bellina                      | 23 maja 2017     |
| 41 | 9  | Twenty Sided, Die                     | Jason Bloom    | Kit Boss                          | 30 maja 2017     |
| 42 | 10 | Return of the Dead Guy                | Viet Nguyen    | Talia Gonzalez, Bisanne Masoud    | 6 czerwca 2017   |
| 43 | 11 | Conspiracy Weary                      | Mark Piznarski | Bob Dearden                       | 13 czerwca 2017  |
| 44 | 12 | Looking for Mr. Goodbrain, Part 1     | Michael Fields | Diane Ruggiero-Wright, John Enbom | 20 czerwca 2017  |
| 45 | 13 | Looking for Mr. Goodbrain, Part 2     | Dan Etheridge  | Rob Thomas                        | 27 czerwca 2017  |

## Sezon 4 (2018)
| Nr | #  | Tytuł                                 | Reżyseria        | Scenariusz                          | Premiera         |
| -- | -- | ------------------------------------- | ---------------- | ----------------------------------- | ---------------- |
| 46 | 1  | Are You Ready for Some Zombies?       | Dan Etheridge    | Rob Thomas                          | 26 lutego 2018   |
| 47 | 2  | Blue Bloody                           | Michael Fields   | Dean Lorey                          | 5 marca 2018     |
| 48 | 3  | Brainless in Seattle, Part 1          | Michael Wale     | Heather V. Regnier                  | 12 marca 2018    |
| 49 | 4  | Brainless in Seattle, Part 2          | Michael Fields   | Heather V. Regnier                  | 19 marca 2018    |
| 50 | 5  | Goon Struck                           | Joaquin Sedillo  | Bob Dearden                         | 26 marca 2018    |
| 51 | 6  | My Really Fair Lady                   | Tessa Blake      | Graham Norris                       | 9 kwietnia 2018  |
| 52 | 7  | Don't Hate the Player, Hate the Brain | Tuan Quoc Le     | Sara Saedi                          | 16 kwietnia 2018 |
| 53 | 8  | Chivalry Is Dead                      | Jason Bloom      | Diane Ruggiero-Wright               | 23 kwietnia 2018 |
| 54 | 9  | Mac-Liv-Moore                         | LL Hayter        | Talia Gonzalez, Bisanne Masoud      | 30 kwietnia 2018 |
| 55 | 10 | Yipee Ki Brain, Motherscratcher!      | Enrico Colantoni | Chelsea Catalanotto                 | 7 maja 2018      |
| 56 | 11 | Insane in the Germ Brain              | Jude Weng        | Dean Lorey                          | 14 maja 2018     |
| 57 | 12 | You've Got to Hide Your Liv Away      | Jason Bloom      | Diane Ruggiero-Wright, John Bellina | 21 maja 2018     |
| 58 | 13 | And He Shall Be a Good Man            | Dan Etheridge    | Rob Thomas                          | 21 maja 2018     |

## Sezon 5 (2019)
| Nr | #  | Tytuł                     | Reżyseria         | Scenariusz                     | Premiera        |
| -- | -- | ------------------------- | ----------------- | ------------------------------ | --------------- |
| 59 | 1  | Thug Death                | Dan Etheridge     | Rob Thomas                     | 2 maja 2019     |
| 60 | 2  | Dead Lift                 | Michael Fields    | Philip Hoover, Jacob Farmer    | 9 maja 2019     |
| 61 | 3  | Five, Six, Seven, Ate!    | Viet Nguyen       | Diane Ruggiero-Wright          | 16 maja 2019    |
| 62 | 4  | dot zom                   | Michael Wale      | John Enbom                     | 23 maja 2019    |
| 63 | 5  | Death Moves Pretty Fast   | Linda-Lisa Hayter | Bob Dearden                    | 30 maja 2019    |
| 64 | 6  | The Scratchmaker          | Malcolm Goodwin   | Joshua Levy, Prathi Srinivasan | 6 czerwca 2019  |
| 65 | 7  | Filleted to Rest          | Michael Fields    | Chelsea Catalanotto            | 13 czerwca 2019 |
| 66 | 8  | Death of a Car Salesman   | Jason Bloom       | Christina de Leon              | 20 czerwca 2019 |
| 67 | 9  | The Fresh Princess        | Tessa Blake       | John Bellina                   | 27 czerwca 2019 |
| 68 | 10 | Night and the Zombie City | Tuan Le           | Bob Dearden                    | 11 lipca 2019   |
| 69 | 11 | Killer Queen              | Jude Weng         | John Enbom & Kit Boss          | 18 lipca 2019   |
| 70 | 12 | Bye, Zombies              | Michael Wale      | Diane Ruggiero-Wright          | 25 lipca 2019   |
| 71 | 13 | All's Well That Ends Well | Jason Bloom       | Rob Thomas                     | 1 sierpnia 2019 |